# Franz Anton Bagnato

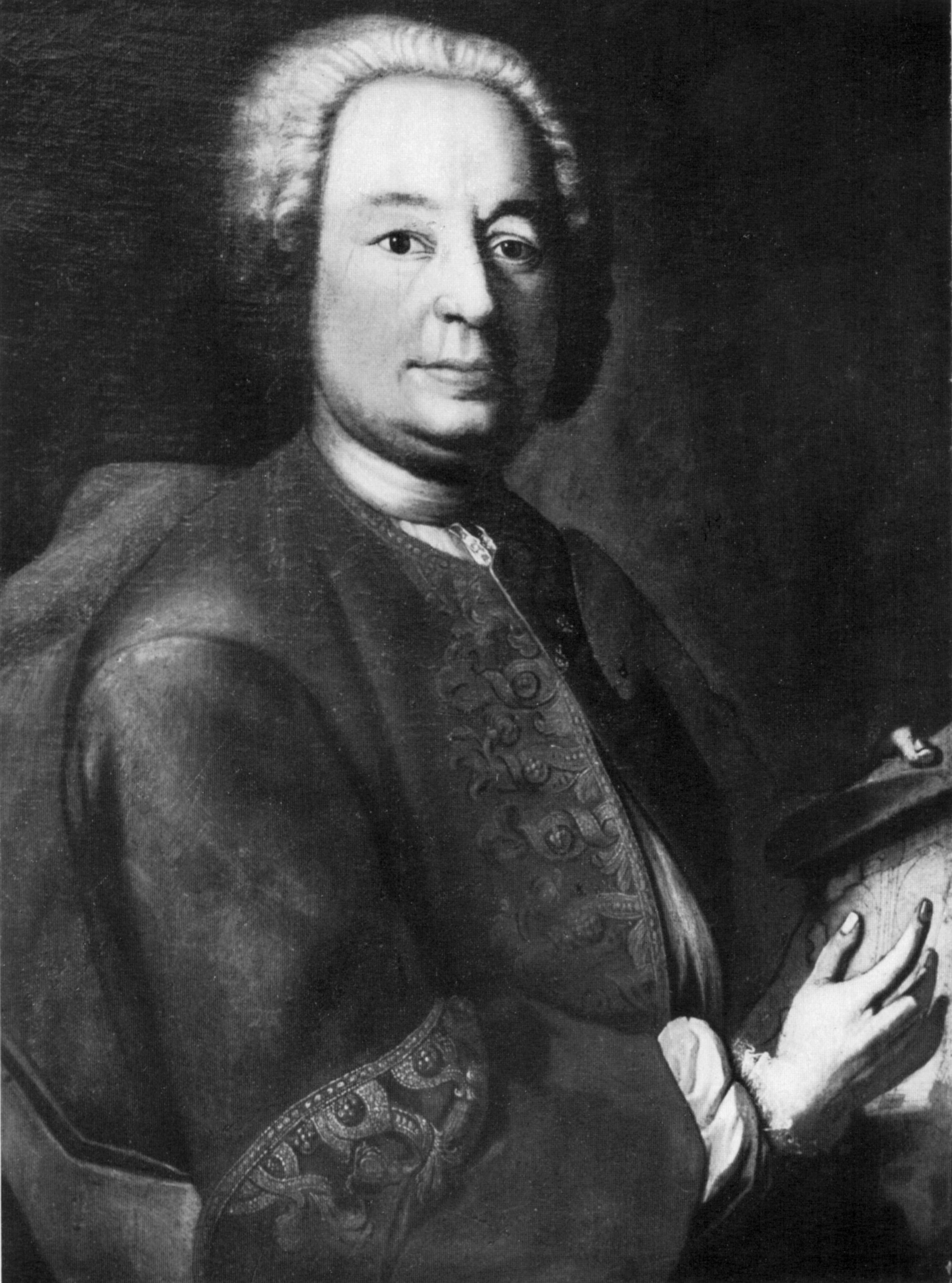
Franz Anton Bagnato

Franz (Ignaz) Anton Bagnato (auch: Francesco Antonio Bagnato; * 15. Juni 1731 in Altshausen; † 18. Juni 1810) war ein Baumeister im Dienste des Deutschen Ordens.

## Biographie
Franz Anton Bagnato, Sohn von Johann Caspar Bagnato und dessen zweiter Ehefrau Anna Maria Walser, wurde nach dem Tod seines Vaters im Jahr 1757 mit nur 26 Jahren Ordensbaumeister des Deutschen Ordens für die Ballei Schwaben-Elsass-Burgund.
1760 heiratete er Maria Antonia von Zelling aus Ravensburg, wo er das vom Vater ererbte Hofgut Büchel standesgemäß im barocken Stil aus- und umbaute. Die sechs Kinder des Paars werden jedoch in Altshausen geboren, das Hauptwohnsitz blieb.
1761 wurde er zum Baudirektor ernannt, übernahm das Amt des Kastenamtsverwalters in Ravensburg und erhielt den Titel eines Balleirats des Deutschen Ordens. In Ravensburg war er Mitglied der patrizischen Ballenzunft (ursprünglich Zunft der Fernhändler). Im gleichen Jahr wurde er Bauinspektor für die Ballei Elsass-Burgund und damit Beamter des Ordens.
Alle Bauprojekte der Ballei mussten nun zur Begutachtung über seinen Schreibtisch laufen. Seine eigene architektonische Tätigkeit beschränkte sich daher meist nur auf den Entwurf; andere Baumeister waren für Ausführung und Details verantwortlich. Das machte eine exakte Zuschreibung an Bagnato häufig schwierig.
1773 übernahm er zudem das einträgliche Amt des Thurn- und Taxis’schen Posthalters in Altshausen.
Als Architekt und Baumeister war er vielfach für Bauherren außerhalb des Deutschen Ordens tätig, so auch von 1759 an für den Konstanzer Fürstbischof Franz Konrad von Rodt, unter anderem an der Fertigstellung (1759–1762) des Neuen Schlosses, am Reithof und an der Seminarkapelle in Meersburg.

## Werke
- 1749: Bauaufnahme, zusammen mit seinem Polier Ferdinand Weitzenegger von Kloster Sion, jedoch erfolgten keine Bauausführungen
- 1754–1758: Erneuerung der Stadtpfarrkirche zum heiligen Blasius in Ehingen
- 1757: Pfarrhaus in Wehr
- 1758: Pfarrhaus in Benzingen
- 1759: Umbau der Arlesheimer Domkirche
- 1760: Barockisierung von Schloss Hohenfels über Kalkofen
- 1760: Umbauten an der Eulogiuskapelle Kalkofen
- 1762: Schloss Bürgeln im Markgräflerland
- 1762: Instandsetzung Kirche Liggersdorf und der St.-Georgs-Kapelle in Oberndorf-Heggelbach
- 1763: Pfarrhof Grafenhausen in Grafenhausen im Südschwarzwald
- 1765–1767: Kirche St. Clemens in Dogern am Hochrhein
- 1766: Hofgut Rohnhausen bei Meersburg
- 1767: Fugger-Schloss in Oberkirchberg (Kreis Ulm), Sitz der Fugger von Kirchberg
- 1766–1768: Stadtkirche Steckborn
- 1768: Neubau und Portal des Deutschordenshauses in Freiburg im Breisgau
- 1770: Pfarrkirche Oberdischingen
- 1773: Schloss in Oberrimsingen
- 1780/1782: Entwurf für den Kapitelsaal im Schloss Mergentheim
- 1783: Erhaltung und Erweiterung der Kirche in Birndorf, eingeweiht 1791
- 1785: Um- und Erweiterungsbau am Rathaus von 1524 in Pfullendorf
- 1788: Um- bzw. Neubau der Greth in Überlingen
- 1789–1792: Pfarr- und Wallfahrtskirche St. Urban in Herten (Ortsteil von Rheinfelden)
- 1794: Umbau Schloss in Achstetten

- Erneuerung Pfarrkirche in (Albbruck-) Birndorf
- Pfarrkirche in (Sauldorf-) Rast
- Deutschordenshaus (Ritterhaus) in Wangen im Allgäu
- Zollhaus in Waldstetten (Günz)
- Orangerie von Schloss Altshausen
- Marienkapelle bei Owingen (nicht gesichert)

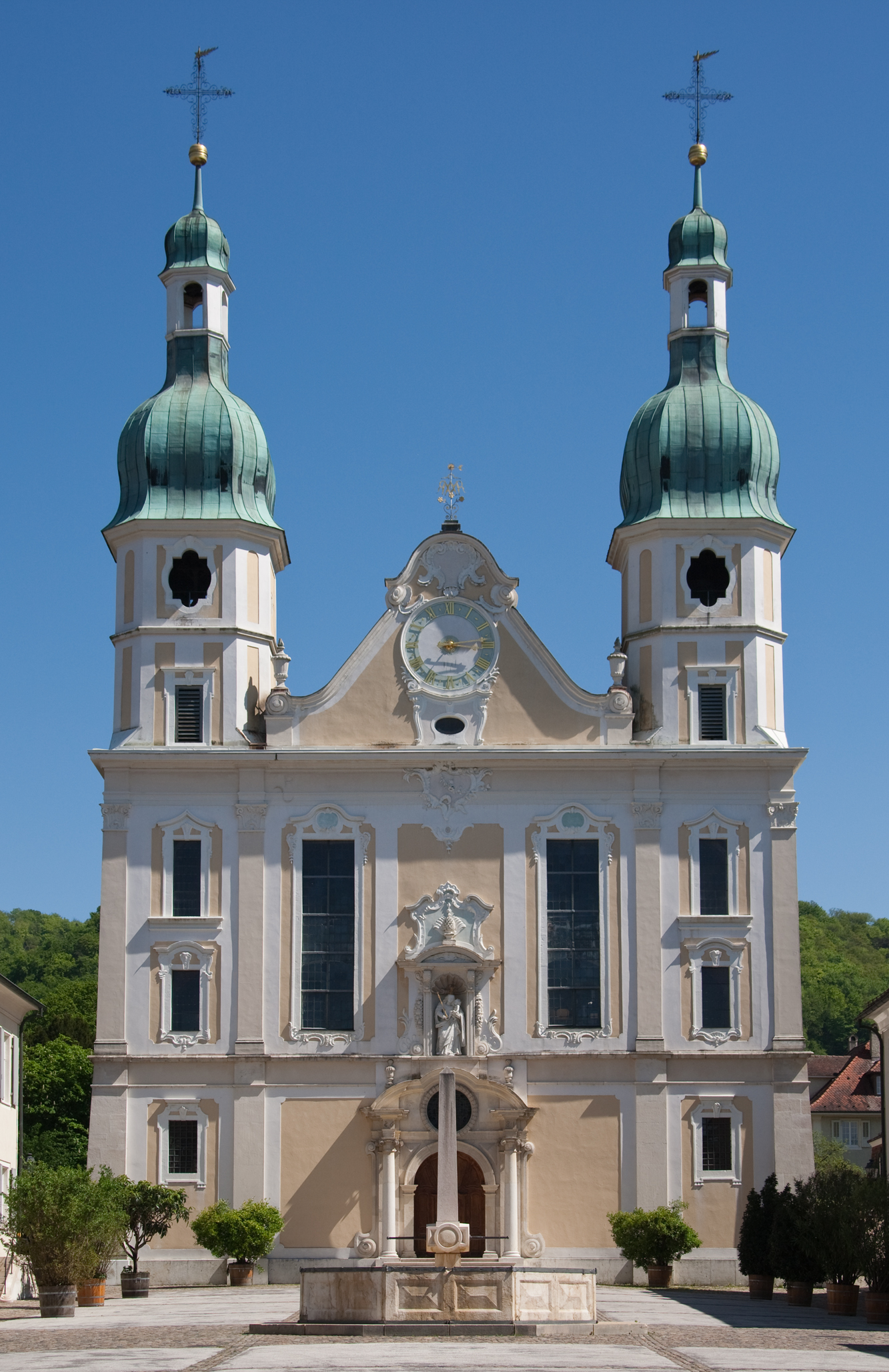
Domkirche Arlesheim
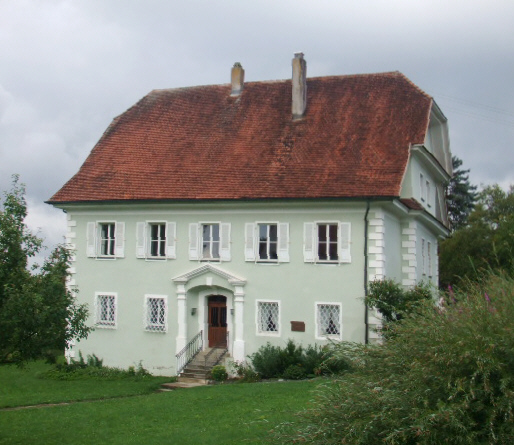
Pfarrhaus Benzingen
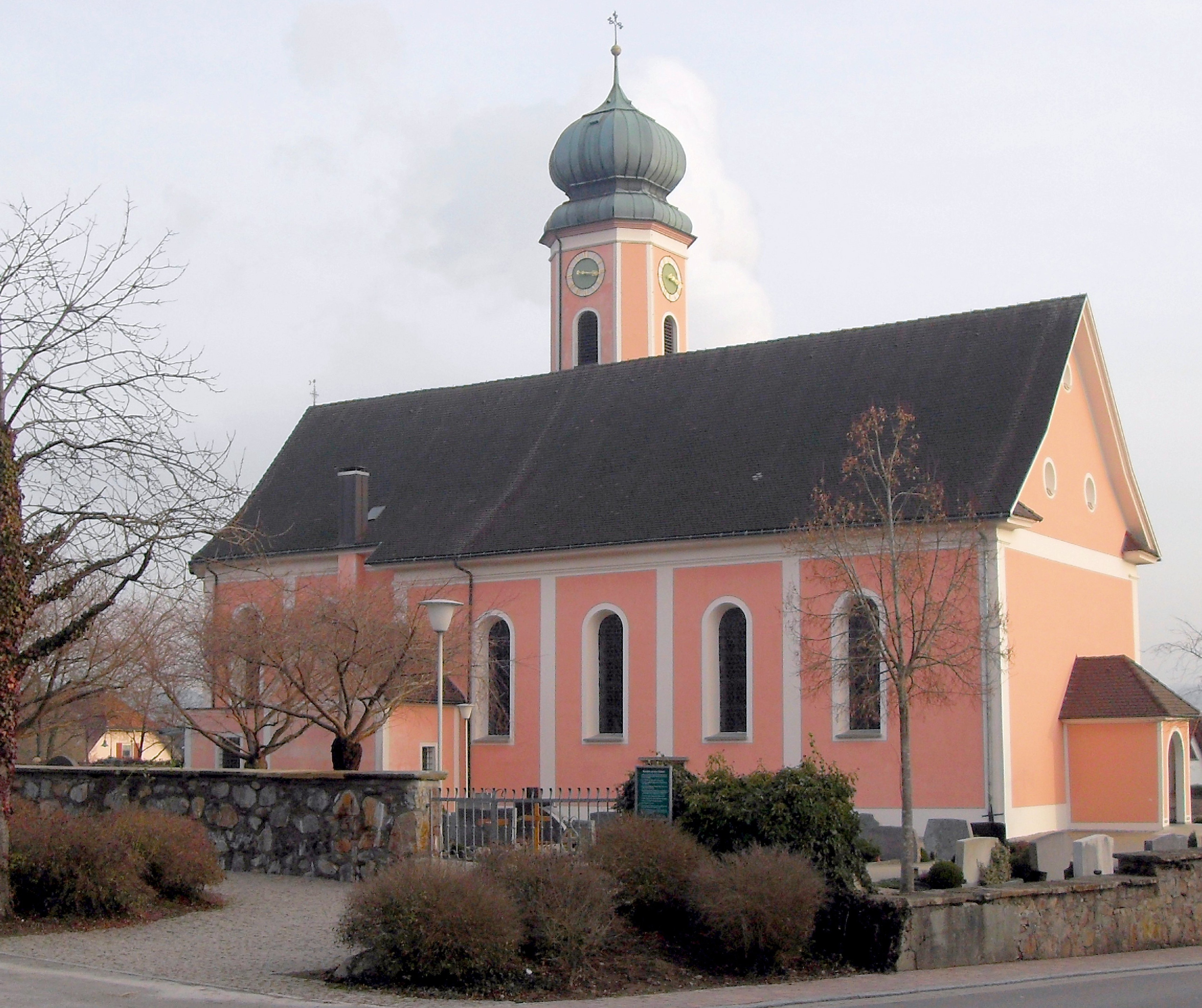
St.Clemens Dogern
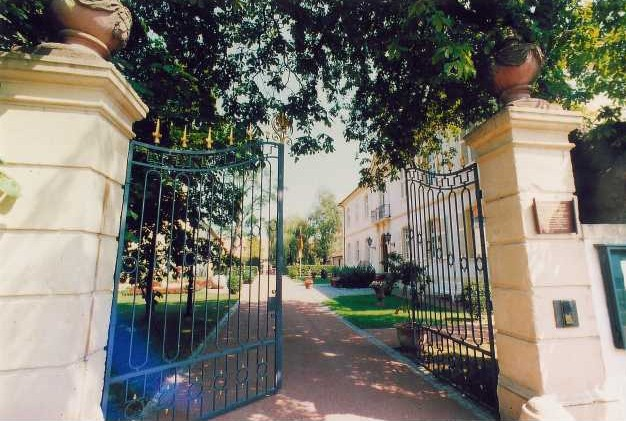
Schloss in Rimsingen
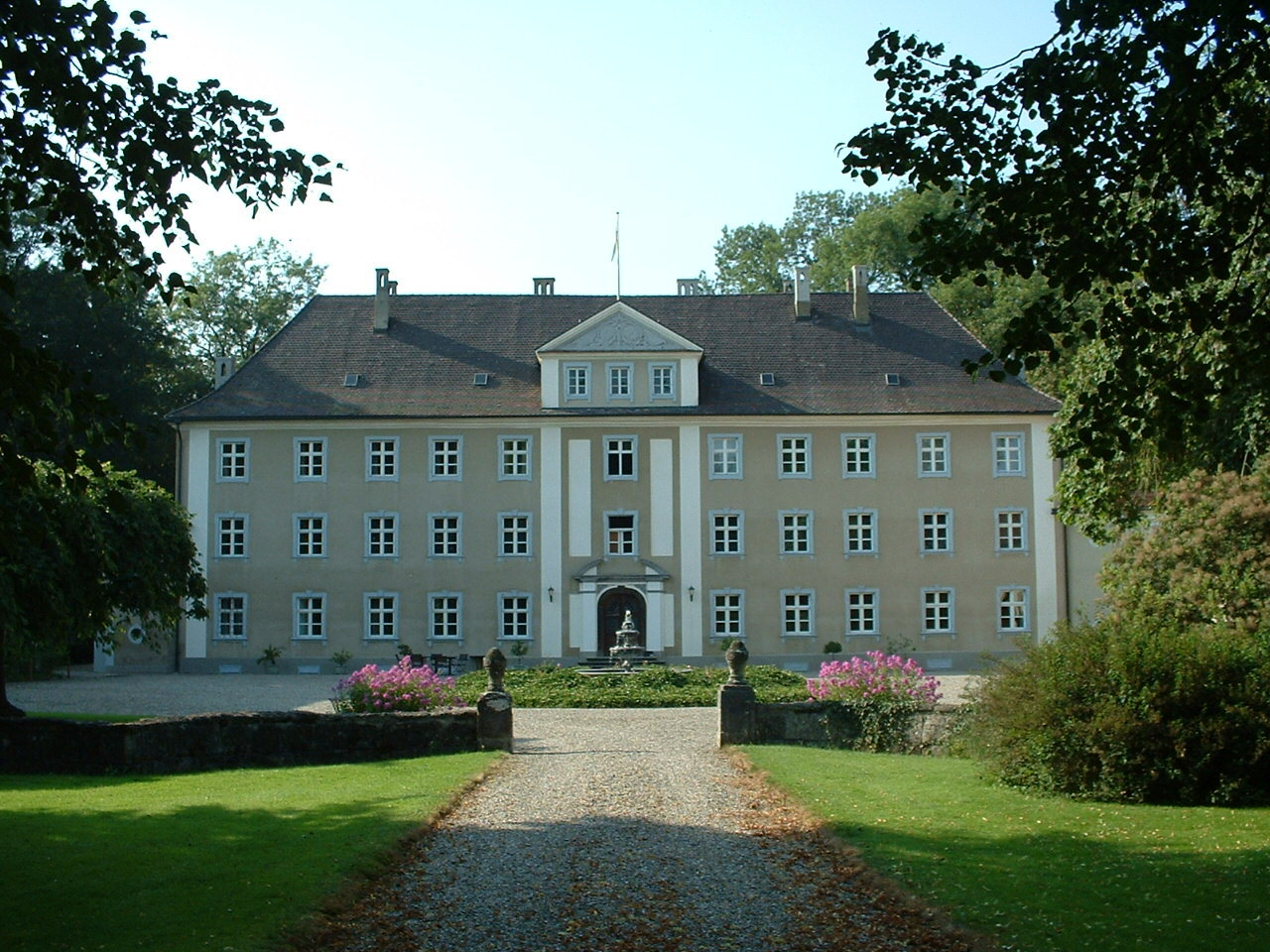
Schloss Achstetten
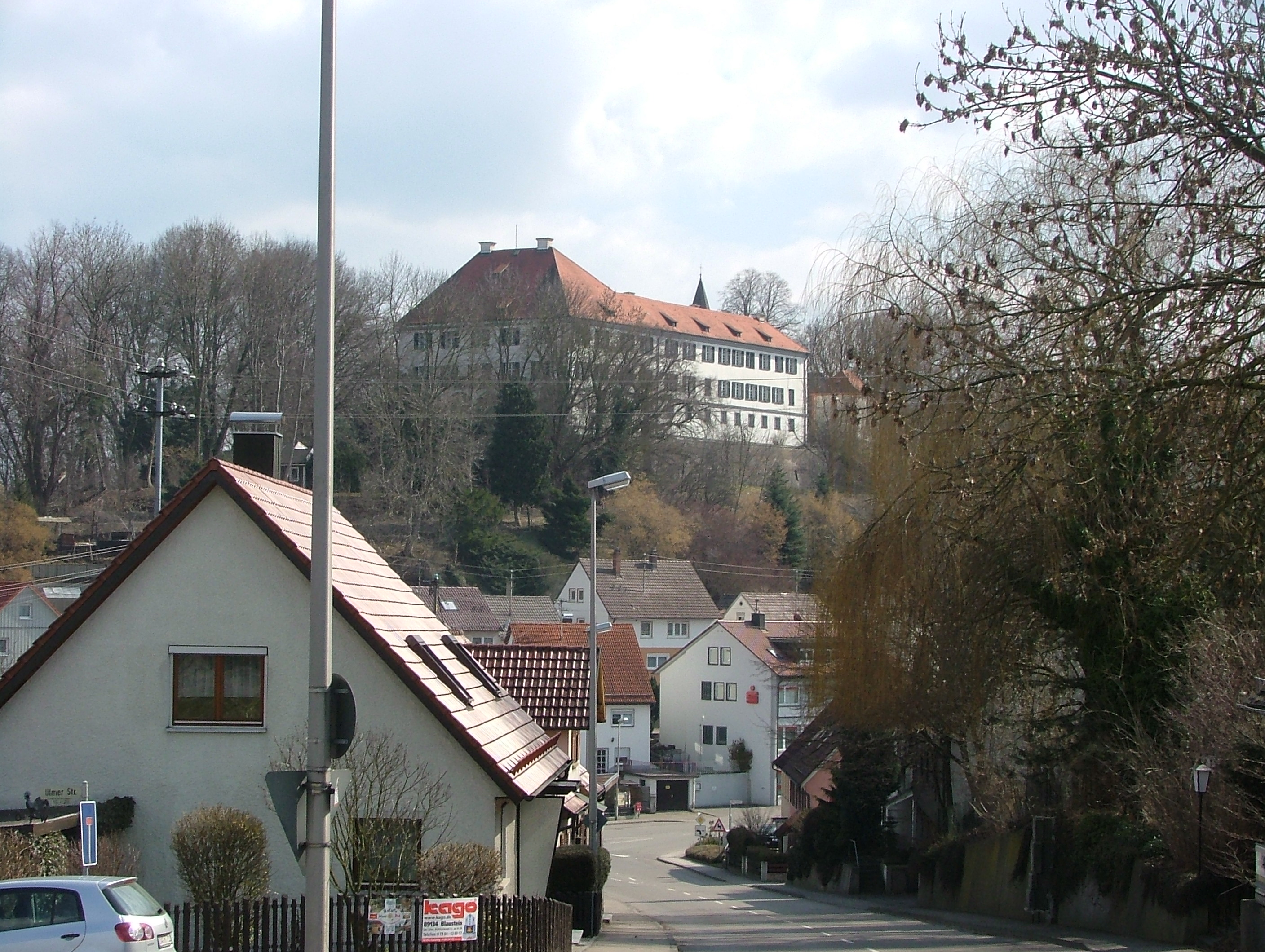
Schloss Oberkirchberg